# 羅伯·雷頓
罗伯特·本杰明·莱顿（英語：Robert Benjamin Leighton，1919年9月10日—1997年3月9日），出生於底特律，美國物理學家。

## 生平
他在加州理工學院完成了學士，碩士以及博士學位。也在1949年加入了其教師的團隊，便終身在此任教，直至退休。曾參與許多領域的研究，除了粒子物理的基礎研究，也曾建造火星探測器，並為幾個天文台設計強大的望遠鏡。
在1971年的時候，榮獲美國太空總署的特殊科學成就獎。

## 著作
雷頓的著作均與物理科有關。當中1959年出版的《Principle of Modern Physics》，至今仍然是各大學物理學系常用的教科書；而在1960年起，雷頓開始整理他的同袍──知名物理學家理察·費曼在校教授的一系列物理課入門課程，並聯同馬修·山德士，花了兩年多時間整理這段時間內的錄音並印製成書──《費曼物理學講義》這套現代物理學的經典，英文版至今印行已超過一百五十萬套，此書囊括了:
- 場能量與場動量：場能量守恆與場動量守恆不能分開考慮，因為在相對論中，它們是同一個四維向量方程式的不同面向。
- 電磁質量：質量來自何處？我們終於可以從電動力學來探討這個從未理解過的問題。
- 晶體：眾多原子以某個特定圖樣，在空閒中重複排列。
- 緻密材料的折射：原子中的電荷除了受到入射波的驅動之外，還受到材料中所有其他原子的輻射波的影響。
- 表面反射：表面反射的振幅純然是一種「表面性質」，完完全全由表面的結構決定，不像折射率是由材料的性質所決定。

## 外部連結
- National Academy of Science:雷頓的生平 （页面存档备份，存于）